# Amieira (Oleiros)
Amieira is een plaats (freguesia) in de Portugese gemeente Oleiros en telt 207 inwoners (2001).